# Convenzione di Tophane
     Rumelia orientale
     Principato di Bulgaria
     Distretto di Kardzhali e la valle del fiume Vacha (Repubblica di Tamrash), ritornano all'Impero Ottomano.

Territorio della Bulgaria dopo la firma della convenzione di Tophane.
Rumelia orientale
Principato di Bulgaria
Distretto di Kardzhali e la valle del fiume Vacha (Repubblica di Tamrash), ritornano all'Impero Ottomano.

La convenzione di Tophane fu un trattato tra il Principato di Bulgaria e l'Impero Ottomano firmato il 5 Aprile 1886 durante una conferenza di ambasciatori a Istanbul. L'accordo prende il nome dal quartiere Tophane di Istanbul, situato nel distretto di Beyoğlu, luogo della firma.
La convenzione, sottoscritta dal Gran Visir ottomano Mehmed Kamil Pasha e dal ministro degli esteri bulgaro Iliya Tsanov, nonché dagli ambasciatori delle Grandi Potenze, riconobbe il principe di Bulgaria (all'epoca Alessandro di Battenberg) governatore generale della provincia autonoma ottomana della Rumelia orientale. In questo modo, l'unificazione de facto della Bulgaria avvenuta il 18 settembre fu de jure riconosciuta.
In compenso, l'Impero Ottomano ricevette l'area intorno a Kardzhali, così come la Repubblica di Tamrash, per un'area totale di 1.640 km². Con questo trattato, il territorio della Bulgaria unificata passò a 94.345 km². La Bulgaria in seguito riconquistò le terre perse in tale trattato dopo la vittoria nella prima guerra balcanica (1912-1913).